# Vestec (district de Prague-Ouest)
Pour les articles homonymes, voir Vestec.
Vestec (en allemand : Westetz) est une commune du district de Prague-Ouest, dans la région de Bohême-Centrale, en République tchèque. Sa population s'élevait à 2 739 habitants en 2020.

## Géographie
Vestec se trouve à 1,5 km au nord-ouest de Jesenice et à 13,5 km au sud-est du centre de Prague.
La commune est limitée par Prague au nord-ouest et au nord, par Jesenice à l'est et au sud, et par Zlatníky-Hodkovice à l'ouest.

## Histoire
La première mention écrite de la localité date de 1360.

## Transports
Par la route, Vestec se trouve à 2,5 km de Jesenice et à 19 km du centre de Prague.